# Biéville-Quétiéville
Biéville-Quétiéville is een voormalige gemeente in het Franse departement Calvados in de regio Normandië en telt 331 inwoners (2004). Het maakt deel uit van het arrondissement Lisieux.

## Geschiedenis
De gemeente is in 1973 gevormd door de fusie van de gemeenten Biéville-en-Auge en Quétiéville en werd op 1 januari 2017 opgeheven doordat de gemeente fuseerde met Saint-Loup-de-Fribois tot de commune nouvelle Belle Vie en Auge.

## Geografie
De oppervlakte van Biéville-Quétiéville bedraagt 19,6 km², de bevolkingsdichtheid is 16,9 inwoners per km².
De onderstaande kaart toont de ligging van Biéville-Quétiéville met de belangrijkste infrastructuur en aangrenzende gemeenten.

## Demografie
Onderstaande figuur toont het verloop van het inwonertal (bron: INSEE-tellingen).

Vanwege een beveiligingsprobleem met de MediaWiki Graph-software is het momenteel niet mogelijk deze grafiek weer te geven. Zodra de software is bijgewerkt zal de grafiek vanzelf weer zichtbaar worden.